# Santa María del Val
Santa María del Val község Spanyolországban, Cuenca tartományban. Santa María del Val Cuenca, Beteta és Lagunaseca községekkel határos. Lakosainak száma 63 fő (2024).

## Népesség
A település népessége az utóbbi években az alábbiak szerint változott:
| Lakosok száma | 122  | 102  | 98   | 89   | 76   | 61   | 61   | 67   | 62   | 63   |
|               | 2001 | 2004 | 2006 | 2009 | 2011 | 2014 | 2016 | 2019 | 2021 | 2024 |